# Deutschradikale Partei
Die Deutschradikale Partei (bis 1907: Freialldeutsche Partei) war eine deutschnationale Partei in Österreich-Ungarn. Sie wurde 1902 als Abspaltung der Alldeutschen Vereinigung gegründet und hatte ihren Schwerpunkt in den Kronländern Böhmen, Mähren und Schlesien. 

## Geschichte
Nach dem Wahlerfolg der Alldeutschen Vereinigung bei der Reichsratswahl 1901 kam es zum Bruch zwischen Parteichef Georg von Schönerer und dem radikalen Deutschnationalisten Karl Hermann Wolf. Während Schönerer seine rassistische und antisemitische Ideologie in den Mittelpunkt seiner Politik stellte sowie massiv gegen die Habsburgermonarchie und die katholische Kirche auftrat, stand für Wolf und viele andere Anhänger der Alldeutschen Vereinigung der deutsch-tschechische Nationalitätenkonflikt im Vordergrund der politischen Auseinandersetzung. Hinzu kamen persönliche Differenzen zwischen Wolf und Schönerer. 
Wolf spaltete sich schließlich 1902 mit der neugegründeten Freialldeutschen Partei von der Alldeutschen Vereinigung ab, wobei er auf die Anhängerschaft der deutschsprachigen Anhängerschaft Böhmens, Mährens und Schlesiens sowie auf einen Teil der Reichstagsabgeordneten der Alldeutschen Vereinigung zählen konnte. So wechselten etwa auch vier der fünf mährischen Landtagsabgeordneten zur Freialldeutschen Partei. 
Während die Freialldeutschen weiterhin eine deutsch-nationale, völkische Politik vertraten, fiel deren antisemitische Haltung gedämpfter aus und auch die Zerschlagung der Habsburger-Monarchie wurde nicht mehr offen gefordert. Vielmehr verstanden sich die Freialldeutschen als Interessensvertretung für die Deutschsprachigen in der Habsburgermonarchie und scheuten sich daher auch nicht davor, um jüdische Stimmen zu werben. 
Die Freialldeutsche Partei schnitt bei Wahlen stets erfolgreicher als die Alldeutsche Vereinigung ab und entwickelte sich neben der Deutschen Agrarpartei zur stärksten deutschen Partei Böhmens. Nach dem Wahlerfolg der Freialldeutschen bei der Reichsratswahl 1907 nannte sich die Partei noch im selben Jahr in „Deutschradikale Partei“ um. Ab 1910 arbeitete sie mit anderen deutschnationalen Parteien im Reichsrat im Deutschen Nationalverband zusammen. 
Nach dem Ersten Weltkrieg und dem Zerfall der Habsburgermonarchie schloss sich die Deutschradikale Partei in den Ländern der böhmischen Krone, die ab 1918/19 zur Tschechoslowakei gehörten, mit der Deutschen Volkspartei und kleineren deutschnationalen Gruppen zur Deutschen Nationalpartei (DNP) zusammen. Im nach dem Vertrag von Saint-Germain verbliebenen Kern-Österreich ging die Deutschradikale Partei 1920 in der Großdeutschen Volkspartei auf.